# Olavi Kuronen
Eino Olavi Kuronen (ur. 22 stycznia 1923 w Maanince, zm. 8 stycznia 1989 w Joensuu) – fiński skoczek narciarski, olimpijczyk (1952).
W lutym 1952 roku wystąpił na igrzyskach olimpijskich w Oslo. W swoim jedynym starcie olimpijskim w karierze zajął dwunaste miejsce w rywalizacji skoczków narciarskich, ex aequo z Keithem Wegemanem. Ponadto dwukrotnie wziął udział w mistrzostwach świata w narciarstwie klasycznym – w 1950 roku w Lake Placid zajął dwunaste miejsce, a w 1954 roku w Falun uplasował się jedną pozycję niżej.
Trzykrotnie uczestniczył w igrzyskach narciarskich w Lahti – w zawodach tych zajął trzecie miejsce w 1952 roku, był 12. w 1951 roku i 37. w 1949 roku. W 1951 roku wziął również udział w Turnieju Szwajcarskim, zajmując w konkursach dwukrotnie drugie i dwukrotnie czwarte miejsce. Dało mu to czwartą pozycję w klasyfikacji całego cyklu.
W 1950, 1951 i 1956 roku zwyciężył w igrzyskach narciarskich Puijo, w 1949 i 1952 roku w zawodach tych był drugi, a w 1946 i 1948 roku trzeci. W 1951 roku w jednym ze skoków w zawodach na Puijo uzyskał rezultat powyżej 90 metrów.
W 1950 roku triumfował w konkursie mistrzostw Stanów Zjednoczonych w Duluth.